# Marcus & Martinus
Marcus & Martinus (conosciuto anche con l'acronimo M&M) è un duo musicale norvegese formatosi nel 2012 e costituito dai gemelli Marcus e Martinus Gunnarsen (Elverum, 21 febbraio 2002).
Hanno rappresentato la Svezia all'Eurovision Song Contest 2024 col brano Unforgettable.

## Storia

### Melodi Grand Prix Junior
Marcus & Martinus fanno la loro prima apparizione pubblica nel 2012 partecipando all'11ª edizione del Melodi Grand Prix Junior, tenutosi all'Oslo Spektrum, nella capitale norvegese. Il concorso canoro, svoltosi l'11 settembre, fu trasmesso in diretta dalla Norsk Rikskringkasting (NRK), il corrispettivo norvegese dell'italiana Rai e presentato da Margrethe Røed e Tooji. Il duo vinse la competizione, inaspettatamente in quanto all'epoca cantavano per divertimento, con il proprio primo singolo To dråper vann (in italiano, Due gocce d'acqua) canzone che, come si intuisce dal titolo, racconta semplicemente e dal punto di vista di due piccoli gemelli la venuta al mondo e le caratteristiche in comune. La canzone raggiunse l'8º posto nella VG-lista, e rimase in classifica per una settimana.

### HeieTogether
Il 23 febbraio 2015, pubblicarono il loro album di debutto in studio intitolato Hei (in italiano, Ciao) contenente, tra le altre canzoni, To dråper vann, Leah, Du, Smil e Plystre på deg, con quest'ultima canzone riconosciuta come la prima di grande successo del duo. L'album raggiunse il primo posto sulla VG-lista nella 46ª settimana del 2015 (15 novembre) dopo aver tracciato per 35 settimane, gli ultimi 20 non hanno lasciato la top ten. L'album fu in seguito ripubblicato tre volte con l'aggiunta di tre nuove canzoni uscite successivamente all'album: Elektrisk (24 luglio), Ei som deg (25 settembre) e Alt jeg ønsker meg (30 ottobre). In particolare, Elektrisk risultò poi la prima canzone norvegese a raggiungere i 100 milioni di stream, e tuttora è il singolo norvegese più visto ed ascoltato di sempre.
Il 6 novembre 2015, pubblicarono la Fan-Spesial dell'album, contenente canzoni in aggiunta a quelle dell'edizione standard e alcune registrazioni acustiche.
Nel maggio del 2016, il duo ha pubblicato altri tre singoli. Il primo, Girls, in collaborazione con i Madcon, ha debuttato al primo posto in Norvegia divenendo il loro secondo singolo a raggiungere la Sverigetopplistan dopo il grande successo Elektrisk. Il secondo e il terzo, Heartbeat e I Do not Wanna Fall in Love, hanno seguito Girls a pochi giorni dalla sua uscita e debuttarono rispettivamente con la ventunesima e trentasettesima posizione. Hanno proseguito con i singoli Light It Up (con Samantha J), One More Second, Go Where You Go e Without You, pubblicati tutti il 10 novembre.
Il 12 luglio presero parte alla terza giornata dell'Allsång på Skansen.
Il 4 novembre, venne pubblicato il loro primo album in inglese intitolato Together, contenente, tra le altre canzoni, Girls, Heartbeat, Light It Up, One More Second e Bae, con le prime tre canzoni di queste che riscossero un ottimo successo. Nella settimana successiva all'uscita, l'album ha debuttato al primo posto sia in Norvegia che in Svezia e al sesto posto nella classifica finlandese. 
Otto giorni dopo, il 12 novembre, iniziò all'Oslo Spektrum il loro primo tour intitolato Together che si concluderà poi il 18 novembre 2017 alla Hartwall Arena di Helsinki. Il tour toccò anche Svezia, Germania, Polonia, Inghilterra e Paesi Bassi.

### Il successo,MomentseSoon
L'11 dicembre 2016 si esibirono davanti ad un pubblico di carattere mondiale, partecipando come Young Talent Act al Concerto in onore del Premio Nobel per la Pace alla Telenor Arena di Oslo. Durante la loro breve esibizione, cantarono Without You e Bae, entrambe selezionate dall'album più recente.
Il 28 gennaio 2017 presero parte agli Spellemannprisen del 2016 (i Grammy Awards norvegesi), nei quali furono selezionati nelle categorie Årets spellemann (artista musicale dell'anno) e Årets låt (Canzone dell'anno con Girls) trionfando nella prima.
Il 13 maggio 2017, durante la finale dell'Eurovision Song Contest 2017 hanno annunciato i voti della giuria norvegese in veste dei cosiddetti spokesperson (portavoce).
Il 21 maggio, pubblicarono il nuovo singolo Like It Like It, composto insieme con il rapper americano Silentó, che raggiunse la posizione 16 in Norvegia e 48 in Svezia, salvo poi raggiungere maggior successo negli anni successivi, mentre il 1º luglio pubblicarono il singolo First Kiss. 
Il 14 luglio, a seguito del grande successo recente, si esibirono per il 40º compleanno della principessa Vittoria di Svezia con una canzone scritta appositamente per l'occasione: On This Day.
A fine mese pubblicarono il singolo Dance with You, ed il 15 ottobre 2017, un altro singolo di successo: Make You Believe in Love. Quest'ultimo ha infatti raggiunto il 34º posto in Norvegia e il 47º posto in Svezia. Il 4 novembre pubblicarono il loro singolo One Flight Away, mentre pochi giorni dopo, il 17 novembre, pubblicarono un nuovo album intitolato Moments. Questo album, tra le altre canzoni, contiene Make You Believe in Love, Dance with You, One Flight Away, First Kiss, Never (con Omi) e Like It Like It, con la prima e l'ultima di queste canzoni che riscossero un ottimo successo. L'album fu successivamente ripubblicato come Deluxe edition nel gennaio 2018 con l'aggiunta del singolo Remind Me (26 gennaio) e altre canzoni.

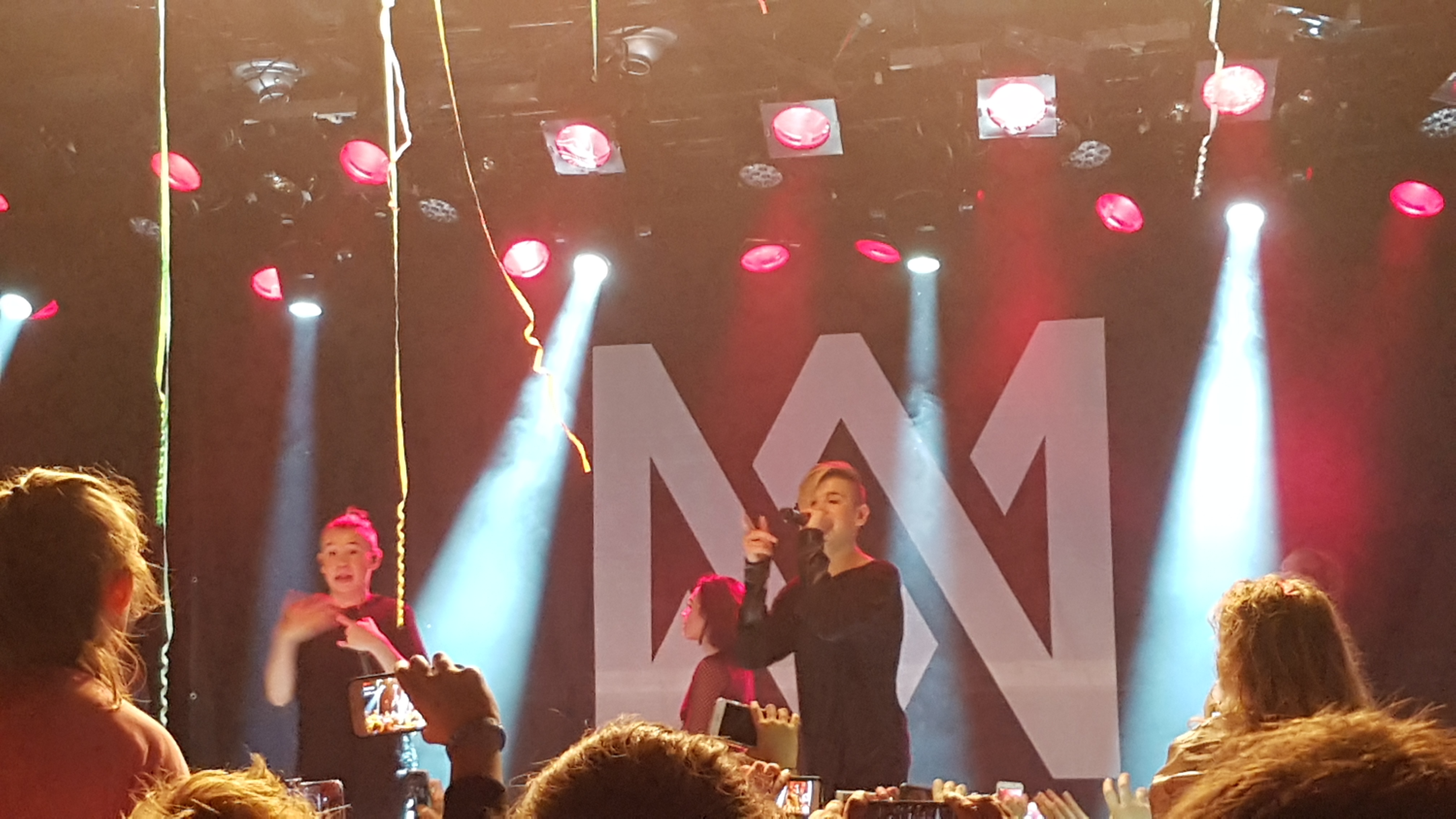
Marcus & Martinus ad Amsterdam nel 2017

Nel mentre, il 21 dicembre 2017, vennero annunciati come vincitori dell'Årets Nordlending (miglior personalità del Nord-Norge) selezionati in una finale con 10 partecipanti scelti tra altri 739.
Sempre nel 2017 vinsero il premio Folkets Amanda (Amanda del popolo), premio cinematografico scelto totalmente dal televoto come miglior film secondo i votanti, con il film Sammen om drømmen di Daniel Fahre, forte del primo posto in classifica nei cinema di Norvegia e Svezia durante la settimana dell'uscita nelle sale.

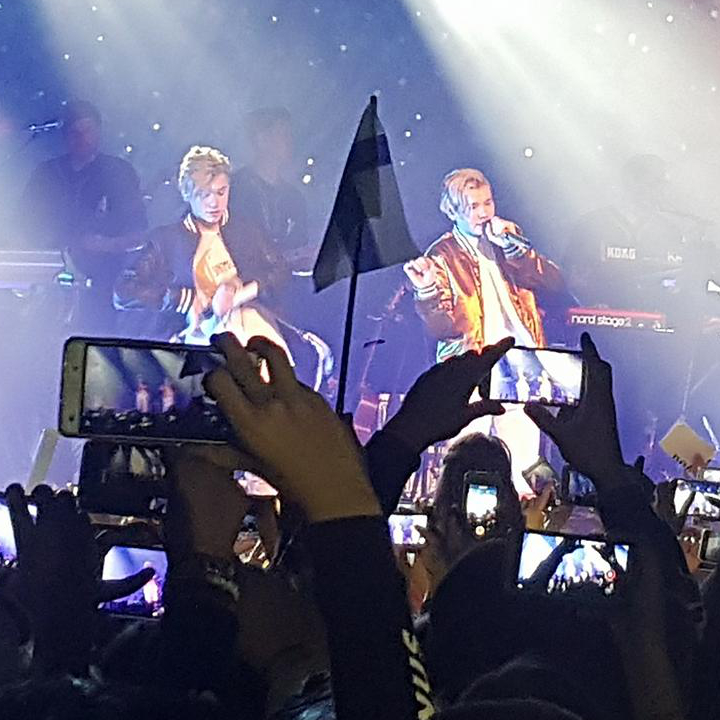
Marcus & Martinus a Varsavia nel 2018

Il 27 giugno 2018, recatisi in Grecia come partecipanti alla categoria Best International Act dei MAD Video Music Awards, vincendo la categoria con la canzone Make You Believe in Love. Questo premio confermò la loro grande popolarità nel paese.
Il 28 settembre seguente, invece, uscì un nuovo singolo intitolato Invited. 
Il 9 febbraio del medesimo anno, iniziò allo Jyske Bank Boxen di Herning il loro secondo tour intitolato Moments che si concluderà poi il 27 settembre alla Sala But (oggi Sala La Paqui) di Madrid. Il tour toccò anche Finlandia, Svezia, Germania, Norvegia, Svizzera, Repubblica Ceca, Grecia, Serbia, Slovenia, Croazia e Italia (al Fabrique di Milano).
Nel 2019, venne pubblicato come EP Soon, contenente la stessa Invited ed il neo-uscito singolo Pocket Dial più Fix You, Let Me Go e Wild Love. 
Grazie ad un fatturato annuo che raggiunse i 60 milioni di corone, tramite concerti e merchandising, hanno comprato un appartamento ad Oslo St. Hanshaugen.
Nel novembre 2019, inoltre, si recarono in Asia per pubblicizzarsi nel continente. Tra gli altri paesi, visitarono Cina, Giappone, Thailandia ed Indonesia.
Nel 2020 pubblicarono altri due singoli, Love You Less e It's Christmas Time, mai entrati a far parte di un album. Nel 2021, apparirono nella canzone Miserabel di Stig Brenner, e più avanti pubblicarono altri due singoli: il 9 giugno Belinda con Alex Rose, che ebbe molto successo in Norvegia raggiungendo la posizione numero 20 in classifica e, a novembre, Feel al fianco di Bruno Martini.

### COVID-19 eMasked Singer
Nel video ufficiale di Belinda venne evidenziato il fatto di trovarsi durante la pandemia di COVID-19, momento rivelatosi poi molto importante per il duo. Essi infatti, hanno poi affermato di aver intrapreso cambiamenti musicali durante la loro pausa forzata (fu cancellato un loro tour europeo) per lasciare definitivamente i panni di artisti bambini inevitabilmente fossilizzatisi su di loro ed entrare altrettanto definitivamente nel mondo degli artisti adulti.
Sempre nel 2021 hanno partecipato alla VG-lista, evento annuale che presenta le canzoni più ascoltate secondo l'omonima classifica norvegese.
Tra il 25 marzo ed il 20 maggio 2022 presero parte alla seconda edizione di Masked Singer Sverige, l'edizione svedese di The Masked Singer (in Italia Il cantante mascherato).  Durante essa, nei panni degli Spelmannen (in italiano, violinisti) ma di fatto un musicista con il suo carro musicale, interpretarono: Thinking Out Loud di Ed Sheeran, Prisoner di Miley Cyrus feat. Dua Lipa, Ain't No Other Man di Christina Aguilera, Wicked Game di Chris Isaak (poi uscito come singolo del duo), Treasure di Bruno Mars, Rock Your Body di Justin Timberlake e, in finale, di nuovo Wicked Game, Ain't No Other Man e Sucker dei Jonas Brothers. Dalla finale uscirono vincitori. Questa partecipazione rese ancora più popolari nel Paese i due gemelli, già da tempo basati proprio qui musicalmente.
Il 9 agosto presero parte alla settima giornata dell'Allsång på Skansen.
Nell'arco dello stesso anno vennero pubblicate altre tre canzoni: When All The Lights Go Out, la stessa Wicked Game e Gimme Your Love (prodotta con Medun).

### Melodifestivalen ed Eurovision Song Contest
Sull'onda di questo nuovo momento di successo, nel 2023 parteciparono al Melodifestivalen in Svezia con il brano Air posizionandosi secondi dietro alla futura vincitrice dell'Eurovision Song Contest, Loreen.
Dopo il festival furono pubblicati anche 247365 e, a novembre, Christmas To Me. 

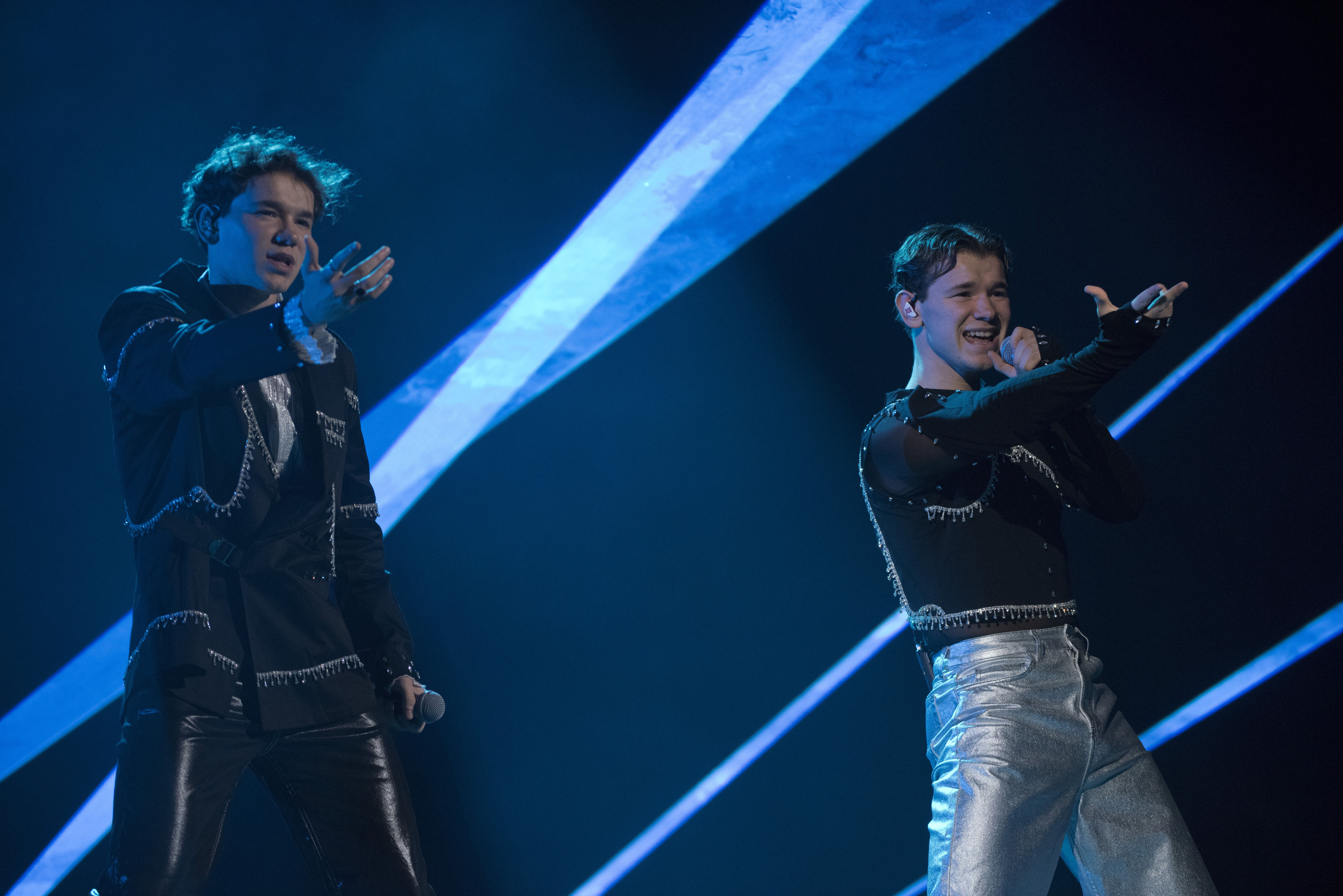
Marcus & Martinus al Melodifestivalen nel 2023

Tra la fine del 2023 e l'inizio del 2024, il duo annunciò una pausa dall'attività sui social media, e a maggio dichiararono che essa fu dovuta ad un periodo difficile che portò alla rottura del rapporto musicale con Sony Norway A/B e quindi l'inizio della collaborazione con Universal A/S.
Pochi giorni dopo, il 26 gennaio 2024, pubblicarono il singolo We Are Not The Same realizzato con bbno$.
Lo stesso giorno, iniziò al Falkoner Center di Copenaghen il loro terzo tour intitolato We Are Not The Same Tour (part 1) che si concluderà l'11 febbraio all'Oslo Spektrum. Il tour toccò anche Svezia e Finlandia.
Hanno poi partecipato al Melodifestivalen 2024, dopo il secondo posto dell'anno precedente, dove hanno conquistato la vittoria con il brano Unforgettable, diventando di diritto i rappresentanti svedesi per l'Eurovision Song Contest 2024 a Malmö.

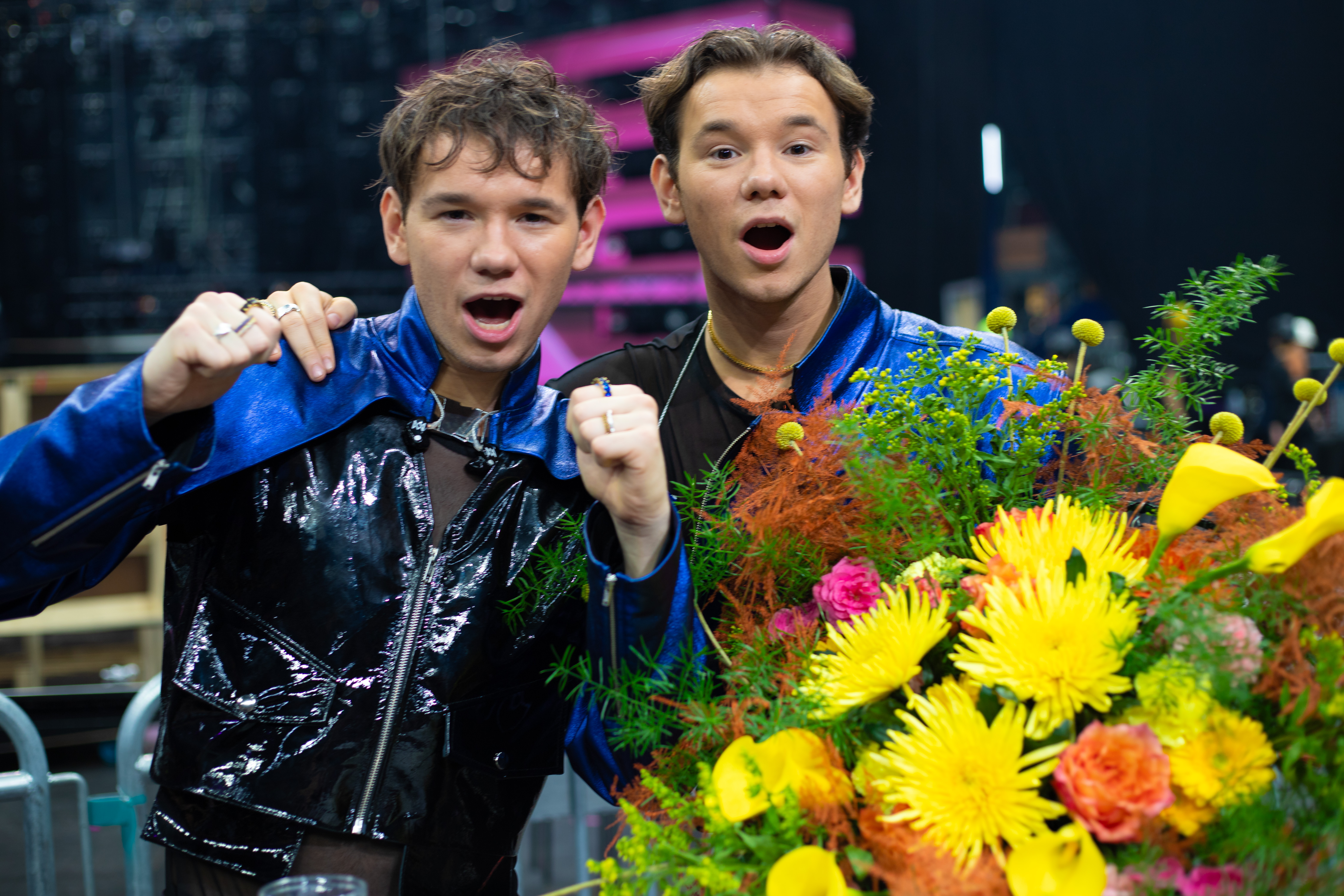
Marcus & Martinus dopo la vittoria del Melodifestivalen 2024

Prima dell'evento in eurovisione, il duo fu scherzosamente soprannominato fratelli Quisling per il fatto di rappresentare la Svezia essendo norvegesi, in quanto il prenominato politico norvegese è considerato in patria come traditore della stessa durante il periodo di dominio nazista. Il giornalista autore dell'articolo si è successivamente scusato, senza totale accettazione da parte dei gemelli, che avrebbero successivamente dichiarato a diversi giornali, durante l'Eurovision Song Contest e la presentazione del loro libro Två röster, en historia, che non avrebbero più rilasciato interviste al giornale in questione.
All'evento, dopo aver presentato la canzone durante la prima semifinale del 7 maggio, cantarono in gara direttamente in finale in quanto paese ospitante. Al termine della serata il duo Gunnarsen fu classificato al 9º posto con 174 punti, come somma dei voti di giuria e televoto.

### Dopo l'Eurovision Song Contest
Il 30 maggio 2024 fu pubblicato un nuovo album intitolato Unforgettable, contenente tra le altre canzoni Unforgettable, Air, When All The Lights Go Out, We Are Not The Same e Love Flow (cover in inglese della canzone Want di Lee Tae-min) che fu la loro prima canzone uscita senza essere un singolo ad entrare in una classifica nazionale raggiungendo la posizione numero 20 in Svezia.

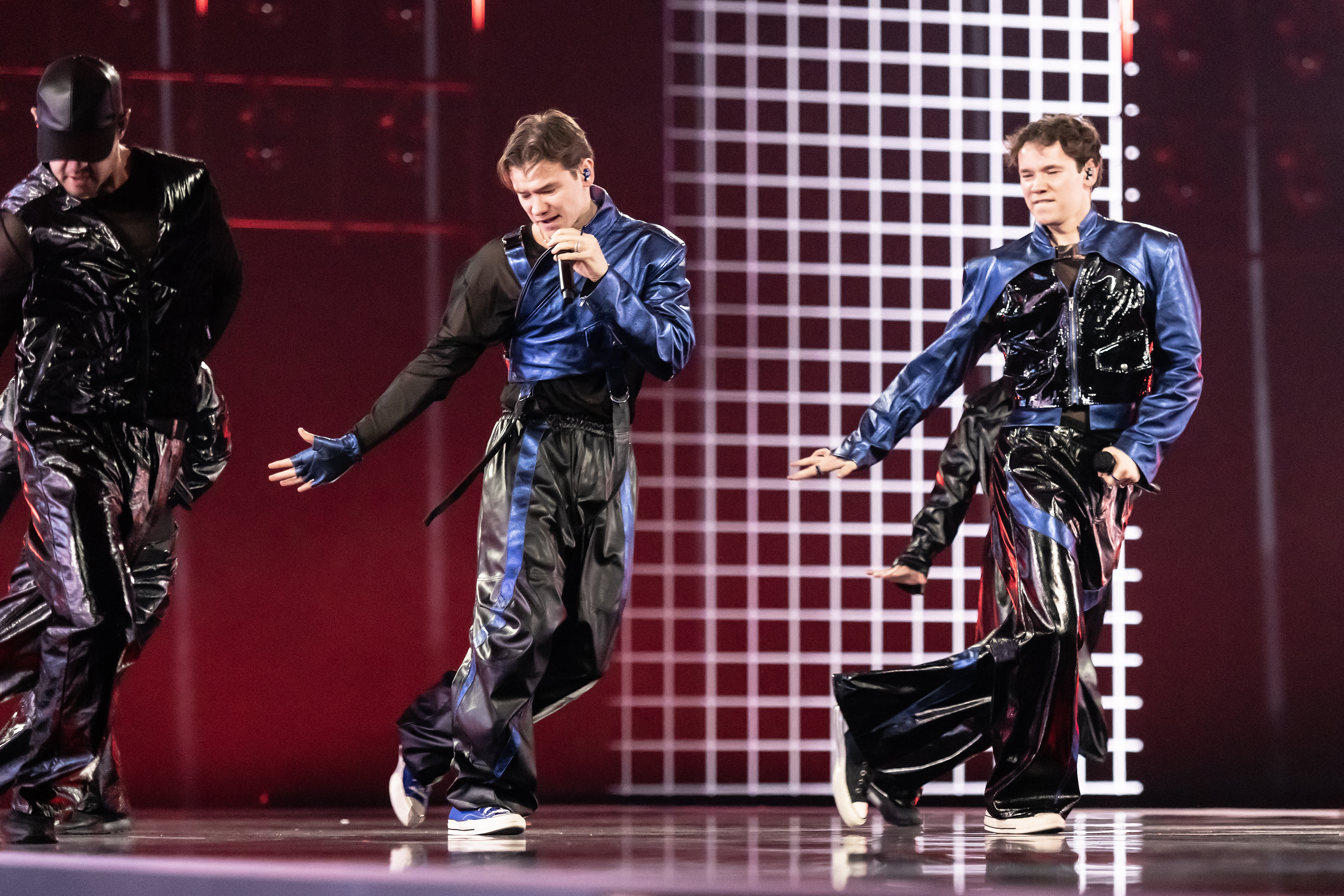
Marcus & Martinus all'Eurovision Song Contest 2024

Lo stesso giorno, iniziò al Liseberg di Göteborg la seconda parte del loro terzo tour intitolato We Are Not The Same Tour (part 2) che si concluderà il 23 agosto 2025 all'Helsingin jäähalli di Helsinki nell'ambito del Nordis Live. Il tour toccherà anche Finlandia, Norvegia, Germania, Repubblica Ceca, Fær Øer, Belgio, Inghilterra, Paesi Bassi, Svizzera, Italia (ai Magazzini Generali di Milano), Slovenia, Austria, Ungheria, Polonia e Danimarca.
Il 25 giugno presero parte alla prima giornata dell'Allsång på Skansen.
Il 25 ottobre seguente, fu pubblicato il primo singolo post-Eurovision del duo intitolato Another Life in cooperazione con i Vize. Lo stesso giorno la vicenda fratelli Quisling fu ripresa dai giornali in seguito alla formalizzazione della denuncia al giornalista autore del paragone da parte di Kjell-Erik Gunnarsen, padre e manager dei gemelli, a sua volta dopo due giorni dalla denuncia del giornale stesso alla Prassens Faglige Utvalg, l'organo di verifica della correttezza giornalistica in Norvegia.
Il 12 dicembre si recarono alla Ziggo Dome di Amsterdam in occasione dell'Het Grote Songfestivalfeest, la reunion di alcuni artisti delle passate edizioni dell'Eurovision Song Contest. Impegnati da tempo in campo sociale hanno partecipato al Musikhjälpen (Aiuto della musica) il giorno seguente. Questo evento, trasmesso da SVT ogni anno dal 2008 in questa data, si occupa di raccogliere fondi riguardo a diverse tematiche sociali, che variano ad ogni edizione.
Inoltre, poco prima dell'evento, fu resa nota la loro partecipazione al Rockoff Festival, festival musicale annuale che si svolge a Mariehamn (Isole Åland) precisamente il 22 luglio 2025.
Il 1º gennaio 2025 fu resa nota la partecipazione del duo al festival di Eksjö il 29 agosto dello stesso anno, come penultima data del Summer Tour.
Poco più di una settimana dopo, il 10 gennaio, annunciarono l'uscita del nuovo singolo Wonder.
Il 6 maggio seguente, il duo ha svelato il programma di un nuovo tour l'European Tour nel 2026. Esso prenderà il via l'8 gennaio al Docks di Amburgo, in Germania e toccherà destinazioni anche nei Paesi Bassi, in Irlanda, Regno Unito, Belgio, Francia, Spagna, Svizzera, Slovenia, Croazia, Serbia, Grecia, Bulgaria, Romania, Ungheria, Slovacchia, Austria, Cechia e Polonia, dove si concluderà il 14 febbraio all'Hala Bemowo di Varsavia.
Il 9 maggio, soli tre giorni dopo, hanno pubblicato il loro nuovo singolo dedicato al periodo estivo, intitolato Endless Summer. Proprio in occasione dell'arrivo della "bella stagione", il duo ha annunciato il tour europeo tra Svezia, Danimarca, Norvegia e Finlandia con inizio il 23 maggio al Gröna Lund di Stoccolma e fine il 30 agosto seguente al Kulturkalas di Göteborg, comprese le date a Karlskrona (30 luglio), Kalmar (8 agosto), Malmö (10 agosto) e Stoccolma (13 agosto) come parte del RIX FM Festival. Nel mezzo del tour, il 16 giugno 2025, si sono recati al Pireo per il MAD Video Music Awards.
Il 25 giugno seguente il duo fu nominato nella sezione Årets Gruppe dei premi Rockbjörnen 2025.
Il 20 novembre si recheranno alla Ziggo Dome di Amsterdam in occasione dell'Het Grote Songfestivalfeest, facendovi ritorno per il secondo anno consecutivo.

## Stile musicale
Marcus & Martinus si ispirano in particolare a cinque artisti, i loro preferiti: Justin Bieber, Jason Derulo, Michael Jackson, Bruno Mars e Justin Timberlake. Inoltre, hanno dichiarato di ispirarsi anche allo stile musicale di Shakira. Per quanto riguarda gli abiti artistici, hanno dichiarato di ispirarsi allo stesso Michael Jackson ed agli artisti K-pop.

## Vita privata
Nati ad Elverum, abitano da sempre a Trofors nella casa di famiglia.
I genitori dei due gemelli sono Gerd Anne e Kjell-Erik. I due cantanti hanno una sorella minore nata il 17 giugno 2008, Emma, anche lei cantante e nota come artista con lo pseudonimo di eMMa.
I componenti del duo, inoltre, sono da anni impegnati in campo sociale. In particolare, si occupano di beneficenza, lotta contro il bullismo, sostegno ai bambini in difficoltà e in generale sostengono diverse organizzazioni non profit.

## Discografia

### Album in studio
- 2015 – Hei
- 2016 – Together
- 2017 – Moments
- 2024 – Unforgettable

### EP
- 2019 – Soon

### Singoli
- 2012 – To dråper vann
- 2013 – Leah
- 2014 – Du
- 2014 – Smil
- 2015 – Plystre på deg
- 2015 – Elektrisk (feat. Katastrofe)
- 2015 – Ei som deg (con Innertier)
- 2015 – Alt jeg ønsker meg
- 2016 – Girls (feat. Madcon)
- 2016 – Heartbeat
- 2016 – I Don't Wanna Fall in Love
- 2016 – Light It Up (feat. Samantha J)
- 2016 – One More Second
- 2016 – Go Where You Go
- 2016 – Without You
- 2017 – Bae
- 2017 – Like It Like It (feat. Silentó)
- 2017 – First Kiss
- 2017 – Dance With You
- 2017 – Make You Believe in Love
- 2017 – One Flight Away
- 2017 – Never (feat. Omi)
- 2018 – Remind Me
- 2018 – Invited
- 2019 – Pocket Dial
- 2020 – Love You Less
- 2020 – It's Christmas Time
- 2021 – Belinda (con Álex Rose)
- 2021 – Feel (con Bruno Martini)
- 2022 – When All the Lights Go Out
- 2022 – Wicked Game
- 2022 – Gimme Your Love (con Medun)
- 2023 – Air
- 2023 – 247365
- 2023 – Christmas to Me
- 2024 – We Are Not the Same (con bbno$)
- 2024 – Unforgettable
- 2024 – Another Life (con i Vize)
- 2025 – Wonder
- 2025 – Endless Summer

## Partecipazioni a manifestazioni canore
- Melodifestivalen (SVT)
  - 2023 – 2º posto con Air
  - 2024 – 1º posto con Unforgettable

- Eurovision Song Contest (UER)
  - 2024 – 9º posto con Unforgettable

## Filmografia

### Cinema
- Sammen om drømmen, regia di Daniel Fahre (2017)
- Marcus & Martinus - Når barn blir popstjerner (2017)

### Televisione
- MMsnutt – documentario, 6 episodi (2015)
- MMnews – satira, 8 episodi (2016)
- Marcus & Martinus – documentario, 6 episodi (2017)
- Melodifestivalen 2024: Återträffen – documentario (2024)
- Marcus & Martinus: Resan till Eurovision – documentario, 4 episodi (2024)

### Doppiaggio
- Versione norvegese di Wonder Park - film d'animazione (2019)

## Tournée
- Together Tour (2016/17)
- Moments Tour (2018)
- We Are Not The Same Tour part 1 (2024)
- We Are Not The Same Tour part 2 (2024/25)
- Summer Tour (2025)
- European Tour (2026)

Supporto
- Jason Derulo – 2Sides Tour (2018)

Altro
- MGP Jr. Juleturnè (2012)
- Vinterlyd (2013 e 2016)
- MGP Jr. Julekonserter (2013)
- P4 og Redd Barnas Sommerturne (2014)

## Riconoscimenti
- Spellemannprisen
  - 2015 – Candidatura al Miglior gruppo pop dell'anno per l'album Hei
  - 2015 – Candidatura alla Canzone dell'anno per Elektrisk
  - 2015 – Candidatura a Miglior nuovo artista dell'anno
  - 2016 – Candidatura alla Canzone dell'anno per Girls
  - 2016 – Artista dell'anno

- Premio Amanda
  - 2017 – Amanda del popolo con Sammen om drømmen

- NRK Nordland
  - 2017 – Miglior personalità del Nordland dell'anno

- Bravo
  - 2017 – Bravo Otto

- MAD Video Music Awards
  - 2018 – Miglior artista internazionale dell'anno con Make You Believe in Love

- Aftonbladet
  - 2024 – Rockbjörnen dell'anno
  - 2025 – Candidatura a Miglior gruppo Rockbjörnen dell'anno

- The Eurovision Awards
  - 2024 – Candidatura a Miss Congeniality con Unforgettable
  - 2024 – Candidatura a Most Rizz con Unforgettable
  - 2024 – Choreo Monarch con Unforgettable

### Libri ufficiali
- Två röster, en historia (Marcus Gunnarsen, Martinus Gunnarsen, Frida Söderlund, 2024, Mondial, ISBN 9789180025133).